# Gibárt
Gibárt là một thị trấn thuộc hạt Borsod-Abaúj-Zemplén, Hungary. Thị trấn này có diện tích 5,33 km², dân số năm 2010 là 373 người, mật độ 70 người/km².